# Pic de Montaigu
Pic de Montaigu – szczyt górski położony we francuskiej części Pirenejów, w departamencie Pireneje Wysokie, na terenie gminy Bagnères-de-Bigorre.